# نیمایی موکوپادیایی
نیمایی موکوپادیایی (انگلیسی: Nimai Mukhopadhyay; ۱۷ ژانویهٔ ۱۹۴۴ – ۱۵ مهٔ ۲۰۰۰) دانشمند در زمینه فیزیک و از استادان مؤسسه پلی‌تکنیک رنسلیر اهل ایالات متحده آمریکا بود.